# Ко Йу-тін
Ко Йу-тін (кит.: 柯昱廷; нар. 18 січня 1994, Тайбей, Тайвань) — тайваньський футболіст, нападник клубу «Тайпавер» та національної збірної Тайваню.

## Ранні роки
Народився 18 січня 1994 року. Навчався в середній школі Хуйвен міста Тайчжун, де виступав у місцевій футбольній команді. Навчався в університеті Тайбейському університеті. Відзначився голом у воротах Тайваньського спортивного університету у фіналі першого рівня Відкритої групи Юніорської футбольної ліги УФА Китайської Республіки 2019.

## Клубна кар'єра
У січні 2015 року Ко Йу-тін і Ван Цзючжень поїхали на перегляд до команди китайської Суперліги «Чанчунь Ятай» і були відібрані до резервної команди вище вказаного клубу. Згодом головний тренер команди «Чанчунь Ятай» Ян Цзіндон підтвердив, що в новому сезоні додасть Ко Йу-тіна до списку з 25 гравців першої команди «Чанчунь Ятай». Тайванця називали найнижчим гравцем у китайській Суперлізі, коли він приєднався до «Чанчунь Ятая».
У 2017 році гравець та китайський клуб розірвали угоду.

## Кар'єра в збірній
Ко Йу-тін вперше викликаний до складу олімпійської збірної Республіки Китаю у першому раунді азійського відбіркового раунду чемпіонату світу 2018 року. Після того як Китайський Тайбей вийшов до другого раунду азійської кваліфікації чемпіонату світу проти Росії, його знову викликали до складу національної збірної.
У кваліфікаційному матчі чемпіонату Азії (U-23) 2016 року Ко Йу-тін обраний до збірної Китайського Тайбею (U-23) та відзначився голом у переможному (3:1) поєдинку останнього кваліфікаційного матчу проти олімпійської збірної Гонконгу (U-23). Однак збірна Китайського Тайбею (U-23) почсів третє місце та вилетів з кваліфікації.

## Статистика виступів

### У збірній

#### По роках
| Олімпійська збірна Республіки Китай (U-23) | Олімпійська збірна Республіки Китай (U-23) | Олімпійська збірна Республіки Китай (U-23) | Олімпійська збірна Республіки Китай (U-23) |
| Рік                                        | Матчі                                      | Голи                                       |                                            |
| ------------------------------------------ | ------------------------------------------ | ------------------------------------------ | ------------------------------------------ |
| 2015                                       | 3                                          | 1                                          |                                            |
| Загалом                                    | 3                                          | 1                                          |                                            |
| Останнє оновлення 23 травня 2015 року      |                                            |                                            |                                            |

| Китайський Тайбей                     | Китайський Тайбей | Китайський Тайбей | Китайський Тайбей |
| Рік                                   | Матчі             | Голи              |                   |
| ------------------------------------- | ----------------- | ----------------- | ----------------- |
| 2015                                  | 5                 | 0                 |                   |
| 2016                                  | 2                 | 0                 |                   |
| 2017                                  | 1                 | 0                 |                   |
| 2019                                  | 2                 | 0                 |                   |
| 2021                                  | 2                 | 0                 |                   |
| Загалом                               | 12                | 0                 |                   |
| Останнє оновлення 11 жовтня 2021 року |                   |                   |                   |

#### Голи за збірну
юнацька збірна U-19
| №  | Дата              | Місце                        | Суперник | Рахунок | Результат | Змагання                                      |
| -- | ----------------- | ---------------------------- | -------- | ------- | --------- | --------------------------------------------- |
| 1. | 10 листопада 2011 | Тхефасадін, Бангкок, Таїланд | Гуам     | 3–0     | 11–0      | кваліфікація молодіжного чемпіонату Азії 2012 |

олімпійська збірна (U-23)
| №  | Дата          | Місце                                 | Суперник | Рахунок | Результат | Змагання                                 |
| -- | ------------- | ------------------------------------- | -------- | ------- | --------- | ---------------------------------------- |
| 1. | 31 March 2015 | Національний стадіон, Гаосюн, Тайвань | Гонконг  | 1–0     | 3–1       | кваліфікація чемпіонату Азії (U-23) 2016 |